# 蛋白質A
蛋白質A（英語：Protein A）為金黃色葡萄球菌表面上發現的一種表面蛋白，大小約為42 kDa。該蛋白由 spa 基因轉譯而成，並由DNA的拓樸結構、包內滲透壓，以及一個名為ArlS-ArlR的雙單元調控系統調控。該蛋白可以與免疫球蛋白結合，故常用於生化研究。該蛋白三維構造中有五個同源性免疫球蛋白結合域，每個結合域都能與多種哺乳類的免疫球蛋白結合，最主要為IgG。蛋白質A能與大多數免疫球蛋白重鏈的Fc區域結合，甚至可與人類VH3蛋白質家族的Fab區域結合。當蛋白質A與免疫球蛋白結合後，這些免疫球蛋白便失去了作用，進而摧毀免疫系統的吞噬作用及調理作用。